# Vassil Amachoukéli
 (octobre 2021).
Pour les articles homonymes, voir Amachoukeli.

Vassil Amachoukéli, (en géorgien : ვასილ ამაშუკელი), parfois  Vasil Amashukeli, né le 14 mars 1886  à Koutaïssi en Géorgie (à l’époque dans l’Empire russe) et décédé le 1er décembre 1977  à Tbilissi en Géorgie (à l’époque en URSS), a été un cinéaste géorgien, réalisateur de courts métrages, précurseur du cinéma géorgien antérieurement à l’ère soviétique,.

## Biographie
Après ses études d’art à Koutaïssi (Iméréthie), il part à Moscou et intègre l’école cinématographique française Gaumont dont il sort en 1908.
De 1908 à 1912, il réalise les premiers documentaires du cinéma géorgien tant sur le territoire azerbaïdjanais aux environs de Bakou (prise de vues de l’extraction du pétrole et des bazars),  que sur le territoire géorgien en Iméréthie, Ratcha, Letchkhoumi ou à Tbilissi.  

## Filmographie

### Réalisateur
- 1912 : en géorgien : Akakis mogzauroba , en français : Akaki Tséréréli en Ratcha
- 1911 : en géorgien : Qutaisis parki, en français : Le Parc de Koutaïssi
- 1911 : en géorgien : Qutaisis peizajebi, en français : Les paysages de Koutaïssi
- 1908 : en géorgien : Khalkhis seirnoba zgvis sanapiroze,en français : Les gens se promènent au bord de la mer
- 1908 : en géorgien : Nakhet tqveni sakhe et en français : Voyez votre visage

## Prix
- 1974 : Artiste du Peuple